# Musashi (1940)
Musashi (jap. 武蔵 Musashi) – japoński pancernik typu Yamato służący w Japońskiej Cesarskiej Marynarce Wojennej w okresie II wojny światowej. Nazwa okrętu pochodzi od historycznej japońskiej prowincji Musashi. „Musashi” oraz bliźniaczy okręt „Yamato” były największymi i najcięższymi pancernikami w historii.

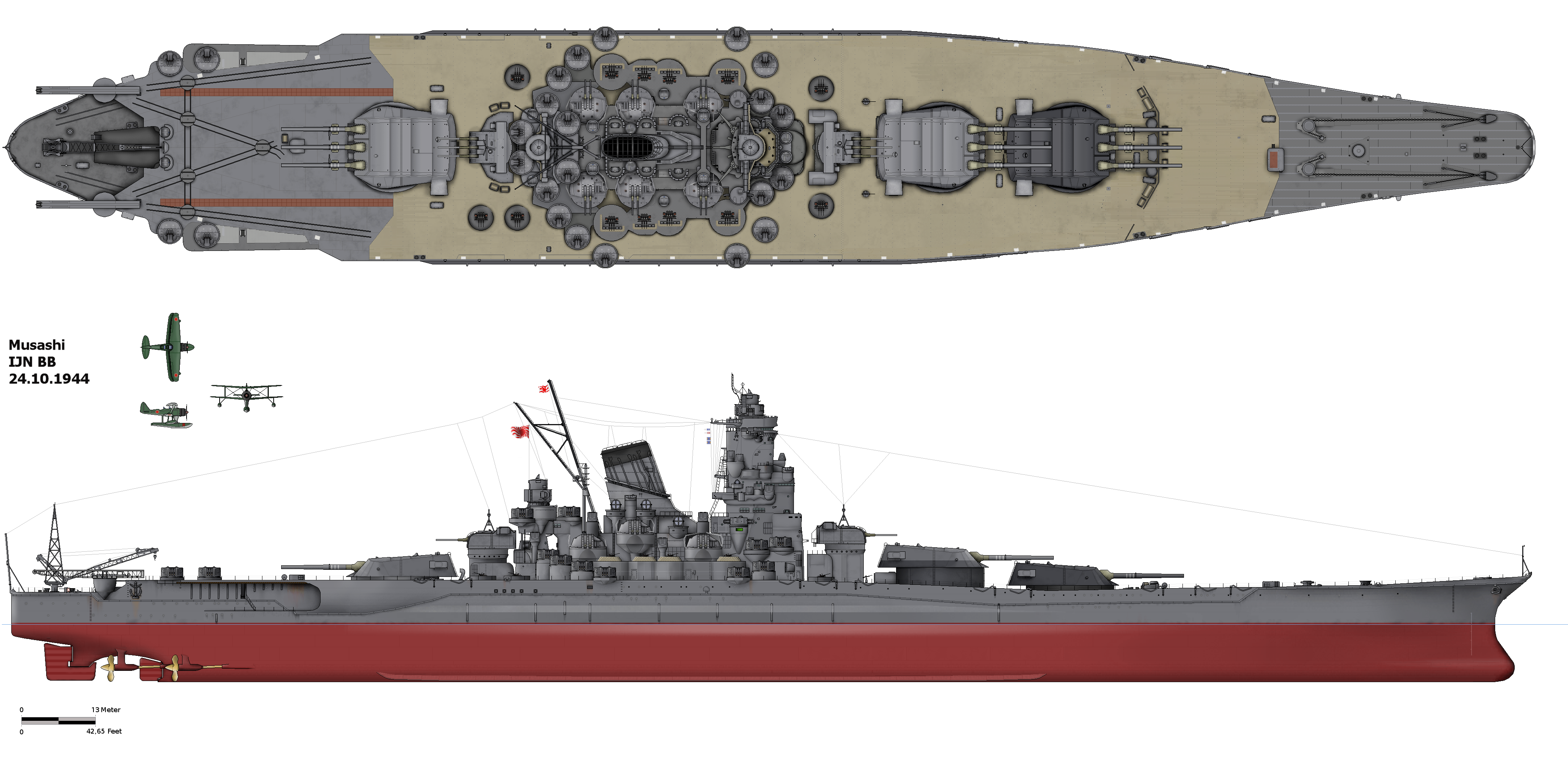
Schemat pancernika „Musashi”

Okręt, zbudowany w latach 1938–1941, został oddany do służby w 1942 r. i pełnił funkcję okrętu flagowego japońskiej Połączonej Floty admirałów Isoroku Yamamoto (1941–1943) oraz Mineichi Koga (1943–1944). Pancernik został zatopiony 24 października 1944 podczas bitwy morskiej o Leyte przez amerykańskie samoloty startujące z lotniskowców.
Wrak okrętu został odnaleziony 1 marca 2015, w wyniku poszukiwań trwających ponad osiem lat, przez zespół pod kierownictwem Paula Allena.